# Митроцкий, Михаил Владимирович
Михаил Владимирович Митроцкий (11 августа 1883, Люблинская губерния — 10 октября 1937) — протоиерей Русской православной церкви. Член IV Государственной думы.

## Образование
Окончил Холмскую духовную семинарию (1904), Киевскую духовную академию (1908) со степенью кандидата богословия.

## Священник в Киевской епархии
С 1908 года — священник. Был законоучителем Острожской гимназии, затем Киевским епархиальным миссионером. С 1912 года — приходской священник местечка Медведина Каневского уезда Киевской губернии. В том же году его пригласили стать преподавателем Киевской духовной академии, однако он отказался ввиду избрания членом IV Государственной думы. Автор нескольких книг популярного характера на религиозные темы.

## Политическая деятельность
Активно занимался политической деятельностью. С 1910 — член совета Киевского отдела Союза русского народа, являлся членом Киевского клуба русских националистов. С 1912 — член Государственной думы, входил во фракцию русских националистов и умеренно-правых. Состоял секретарём комиссии по вероисповедным вопросам, избирался в комиссию по народному образованию, являлся членом комиссии по старообрядческим делам. Выступал преимущественно по вопросу русско-польских отношений, против влияния различных сект, в защиту интересов Русской православной церкви. Был сторонником борьбы за трезвость — в 1914 редактировал издававшийся в Петербурге ежемесячный журнал «Отрезвление».
В годы Первой мировой войны был священником лазарета Государственной Думы, работавшего на фронте. Вместе с ним, чтобы помогать раненным отправилась на фронт и его жена. В 1915, по ходатайству архиепископа Евлогия (Георгиевского) был назначен членом церковного управления в оккупированной Галиции. Владыка Евлогий характеризовал его как «энергичного работника, способного, умного, по характеру горячего».
В августе 1915 после раскола фракции русских националистов и умеренно-правых на две самостоятельные фракции остался в той из них (во главе с П. Н. Балашовым), которая находилась в союзе с крайне правыми, выступая с резкой критикой оппозиционного Прогрессивного блока. В январе 1917 составил для Николая II «Записку» от «православных русских кругов г. Киева», в которой подвергалась резкой критике деятельность оппозиционной общественности и прессы. «Во имя блага отечества, во имя победы над врагом», автор Записки просил Государя «поставить Государственную Думу на указанное ей основными законами место» или, «по причине её абсолютного нежелания работать в условиях существующего государственного строя», вовсе распустить Думу.

## Священник и преподаватель в Петрограде
После Февральской революции остался в Петрограде, где с 1 января 1918 в сане протоиерея стал служить в Крестовоздвиженской (Николо-Труниловской) церкви на Петроградской стороне. В начале 1920-х годов отец Михаил преподавал на Богословских курсах при Введенской церкви на Петроградской стороне. С апреля 1921 он являлся ассистентом кафедры сравнительного богословия, а с ноября 1923 — преподавателем кафедры церковного проповедничества Петроградского Богословского института, а затем и профессором. Также руководил миссионерским кружком.
После закрытия Богословского института совместно с протоиереем П. П. Аникеевым руководил богословским кружка при Крестовоздвиженской церкви. В 1924—1925 читал догматическое богословие на богословских курсах центрального городского района, а с 1925 — на Высших богословских курсах. Был сторонником церковно-политического курса митрополита Сергия (Страгородского). Считал, что необходимы компромиссы с советской властью с тем, чтобы «парализовать предательскую работу обновленцев».

## В тюрьмах и лагерях
В 1927 году был арестован, приговорён к пяти годам заключения и отправлен в Соловецкий лагерь особого назначения — СЛОН. По воспоминаниям писателя-«соловчанина» Олега Волкова, «ни десятилетний срок, ни пройденные испытания не отучили отца Михаила радоваться жизни. Эта расположенность — видеть её доброе начало — передавалась и его собеседникам: возле него жизнь и впрямь казалась светлее. Не поучая и не наставляя, он умел рассеять уныние — умным ли словом, шуткой ли. Не прочь был пошутить и над собой. Отец Михаил нисколько не погрешал против истины, говоря, что не тяготится своим положением и благодарит Бога, приведшего его на Соловки. Тут — могилы тысяч праведников. И молится он перед иконами, на которые крестились угодники и подвижники. Вера этого учёного богослова, академика, была по-детски непосредственной. Верил он всем существом, органически. Из нашего каждодневного общения я вынес чёткое впечатление о нём как о человеке мудром и крупном. По манере жить, умению входить в дела и нужды других можно было судить о редкостной доброте — той, что с разумом. Его находчивость и острота в спорах позволяли представить, как блистательны были выступления депутата Государственной думы священника Михаила Митроцкого с её трибуны».
В 1930 году арестован на Соловках, перевезён в Ленинград для дополнительного дознания о его «контрреволюционной деятельности» по так называемому «Академическому делу» («делу Академии Наук»). Как вспоминал Н. П. Анциферов, в камере № 22 ДПЗ на Шпалерной вели споры представители сразу трёх направлений православия — сергианец Митроцикий, обновленческий епископ Александр и сторонник иосифлянства. 10 мая 1931 года Митроцикий был приговорён к расстрелу, который был заменён десятью годами заключения. По делу проходил и его брат, священник Александр Митроцкий, получивший пять лет лагерей.
Отбывал новый срок на Соловках. Находясь в заключении, говорил: «Думаю, настало время, когда Русской Православной Церкви нужны исповедники. Через них она очистится и прославится. В этом Промысл Божий. Ниспосланное испытание укрепит веру. Слабые и малодушные отпадут. Зато те, кто останутся, будут её опорой, какой были мученики первых веков». Часто рискуя собой, спасал других заключённых: устраивал перевод на более лёгкую работу, хлопотал, чтобы ослабленных поместили в больницу.

## Последний арест и гибель
После освобождения проживал у своего брата Александра в селе Домкино Фировского района Калининской области. 8 августа 1937 был арестован и по приговору тройки УНКВД Калининской области от 29 сентября 1937 приговорен к расстрелу «за антисоветскую агитацию». 10 октября того же года приговор был приведен в исполнение.
Его брат был арестован 9 октября 1937, приговорён к расстрелу 1 ноября 1937, расстрелян 3 ноября 1937.

## Труды
- За Русь Святую, за Веру Православную и за Царя Самодержавного (По поводу исполнившегося 12 января 1910 года 300-летия со дня снятия осады Троице-Сергиевой лавры поляками). Киев, 1910.
- Что такое секта баптистов? Киев, 1913.
- Как читать Священное Писание. СПб., 1914.
- О прославлении святых. СПб., 1914.